# Supertungvikt i boxning vid olympiska sommarspelen 1992
Resultat från boxning vid olympiska sommarspelen 1992 och herrarnas supertungvikt. Boxarna vägde över 91 kg. Tävlingarna arrangerades i Pavelló Club Joventut de Badalona i Barcelona.

## Medaljörer
| Klass         | Guld                  | Silver                      | Brons                      |
| Supertungvikt | Roberto Balado · Kuba | Richard Igbineghu · Nigeria | Svilen Rusinov · Bulgarien |
| Supertungvikt | Roberto Balado · Kuba | Richard Igbineghu · Nigeria | Brian Nielsen · Danmark    |

## Resultat

### Första rundan
| Vinnare                 | Resultat      | Förlorare              |
| Första rundan           | Första rundan | Första rundan          |
| ----------------------- | ------------- | ---------------------- |
| Peter Hrivňák (TCH)     |               | – BYE                  |
| Kevin McBride (IRL)     |               | – BYE                  |
| Brian Nielsen (DEN)     |               | – BYE                  |
| Jung Seung-Won (KOR)    |               | – BYE                  |
| Roberto Balado (CUB)    |               | – BYE                  |
| Tom Glesby (CAN)        |               | – BYE                  |
| Larry Donald (USA)      |               | – BYE                  |
| Nikolaj Kulpin (EUN)    |               | – BYE                  |
| Gytis Juškevičius (LTU) |               | – BYE                  |
| David Anyim (KEN)       |               | – BYE                  |
| Svilen Rusinov (BUL)    |               | – BYE                  |
| István Szikora (HUN)    |               | – BYE                  |
| Wilhelm Fischer (GER)   | RSC-2 (00:56) | Ahmed Sarir (MAR)      |
| Jerry Nijman (NED)      | 9-5           | Iraj Kia Rostami (IRN) |

### Andra rundan
| Vinnare                 | Resultat       | Förlorare            |
| Andra rundan            | Andra rundan   | Andra rundan         |
| ----------------------- | -------------- | -------------------- |
| Peter Hrivňák (TCH)     | 21-2           | Kevin McBride (IRL)  |
| Brian Nielsen (DEN)     | 16-2           | Jung Seung-Won (KOR) |
| Roberto Balado (CUB)    | 16-2           | Tom Glesby (CAN)     |
| Larry Donald (USA)      | RSCI-3 (00:02) | Nikolaj Kulpin (EUN) |
| Richard Igbineghu (NGR) | WO             | Liade Alhassan (GHA) |
| Gytis Juškevičius (LTU) | RSCI-2 (01:38) | David Anyim (KEN)    |
| Svilen Rusinov (BUL)    | 12-4           | István Szikora (HUN) |
| Wilhelm Fischer (GER)   | 22-5           | Jerry Nijman (NED)   |

### Kvartsfinaler
| Vinnare                 | Resultat      | Förlorare               |
| Kvartsfinaler           | Kvartsfinaler | Kvartsfinaler           |
| ----------------------- | ------------- | ----------------------- |
| Brian Nielsen (DEN)     | 14-4          | Peter Hrivňák (TCH)     |
| Roberto Balado (CUB)    | 10-4          | Larry Donald (USA)      |
| Richard Igbineghu (NGR) | KO-2 (01:27)  | Gytis Juškevičius (LTU) |
| Svilen Rusinov (BUL)    | 8-5           | Wilhelm Fischer (GER)   |

### Semifinaler
| Vinnare                 | Resultat    | Förlorare            |
| Semifinaler             | Semifinaler | Semifinaler          |
| ----------------------- | ----------- | -------------------- |
| Roberto Balado (CUB)    | 15-1        | Brian Nielsen (DEN)  |
| Richard Igbineghu (NGR) | 9-7         | Svilen Rusinov (BUL) |

### Final
| Vinnare              | Resultat | Förlorare               |
| Final                | Final    | Final                   |
| -------------------- | -------- | ----------------------- |
| Roberto Balado (CUB) | 13-2     | Richard Igbineghu (NGR) |